# Даниел Милман
Даниел Джей Милман (на английски: Daniel Jay Millman) е американски писател на бестселъри в жанра мемоари и съвременен роман, лектор в областта на самопомощта и мотивацията, и бивш гимнастик и световен шампион по скокове на батут. Пише под псевдонима Дан Милман (на английски: Dan Millman).

## Биография и творчество
Даниел Джей Милман е роден на 22 февруари 1946 г. в Лос Анджелис, Калифорния, САЩ, в семейството на Херман и Вивиан Милман. Има по-голяма сестра – Даян. Още на 9 години започва да учи модерни танци. Продължава с изучаването на различни бойни изкуства и има черен колан по айкидо. След това се занимава с гимнастика, акробатика и скокове на батут. На 17 години, докато е последна година в гимназия „Джон Маршъл“ в Лос Анджелис, печели първенството на Националната федерация по гимнастика на САЩ по скокове на батут и е избран за старши спортист на годината.
Докато е първокурсник в Калифорнийския университет в Бъркли, на Световното първенство в Лондон през 1964 г. печели световната титла по батут. Същата година печели първенството на САЩ по прескок, а през 1966 г. и първенството по земна гимнастика. През 1965 г. печели 4 златни медала на първенството „Макебиа Геймс“ в Израел.
През 1968 г. се възстановява от тежка катастрофа с мотоциклет и участва като капитан на отбора на шампионата по батут. През същата година завършва с бакалавърска степен по психология Университета в Бъркли, където е избран и за спортист на годината, и става член на Залата на славата на САЩ.
Започва работа като директор по гимнастика на Станфордския университет. Там обучава олимпийския шампион Стив Хъг, който донася национална известност на университета. Провежда обучение по айкидо, тай чи и други бойни изкуства. През 1972 г. става преподавател по физическо възпитание в колежа „Оберлин“ в Оберлин, Охайо. Печели изследователска стипендия и обикаля Хавай, Индия и Хонг Конг, където изучава принципите на различните видове йога и бойни изкуства.
След завръщането си в САЩ Даниел Милман започва да пише мемоари и книги на тема личностно самоусъвършенстване и духовност. Книгата му „Пътят на мирния воин“ издадена през 1980 г. и по-късно става световен бестселър. През 2006 г. романът е адаптиран във филма Peaceful Warrior с участието на Скот Мехлович и Ник Нолти в ролята на Сократ.
През 1985 г. се насочва към издаването на аудио и видео програми, и организиране на семинари, чрез които представя вижданията и опита си за личностна мотивация и успех. Те са повлияли на различни лидери в областта на здравето, психологията, образованието, бизнеса, политиката, развлеченията, спорта, и изкуството.
Произведенията на писателя са преведени на 29 езика по целия свят. Те се разпространяват от неговата компания в Сан Рафаел, Калифорния, Peaceful Warrior Services.
Даниел Милман живее със съпругата си Джой в Оберлин, Охайо.

## Произведения

### Самостоятелни романи
- Whole Body Fitness (1979)
- Way of the Peaceful Warrior: A book that changes lives (1980)
Пътят на мирния воин, изд.: „Юнивърс“, София (2003), прев. Павел Константинов
- The Warrior Athlete, към ново издание на Whole Body Fitness (1985)
- Sacred Journey of the Peaceful Warrior (1990)
Свещеното пътуване на мирния воин, изд.: „Юнивърс“, София (2004), прев. Станимир Йотов
- No Ordinary Moments: A peaceful warrior's guide to daily life (1992)
- The Life You Were Born to Live: A guide to finding your life purpose (1994)
- The Laws of Spirit: A tale of transformation (1995)
Законите на Духа: мощни истини за изграждането на живота, изд.: „Юнивърс“, София (2008), прев. Станимир Йотов
- Everyday Enlightenment: The twelve gateways to personal growth (1998)
- Body Mind Mastery, към ново издание на ”The Warrior Athlete“ (1999)
- Living on Purpose: Straight answers to life's tough questions (2000)
- The Journeys of Socrates (2006)
Пътуванията на Сократ, изд.: „Юнивърс“, София (2008), прев. Калина Стойчева
- Wisdom of the Peaceful Warrior (2007)
- Bridge Between Worlds: Extraordinary experiences that changed lives (2009)
- The Four Purposes of Life: Finding meaning and direction in a changing world (2011)

### Книги за деца и графични романи
- Secret of the Peaceful Warrior (1991) – с илюстрации от Тейлър Брус
- Quest for the Crystal Castle (1993) – с илюстрации от Тейлър Брус
- Peaceful Warrior: The Graphic Novel (2010) – с илюстрации от Андрю Уингарнър

### Филмография
- 2006 Peaceful Warrior – по Way of the Peaceful Warrior, автор и епизодичен актьор